# Conegliano
Conegliano este o comună din provincia Treviso, regiunea Veneto, Italia, cu o populație de 34.292 locuitori (1 ianuarie 2023) și o suprafață de 36,38 km².

## Demografie
Conegliano - evoluția demografică

|  | Graficele sunt indisponibile din cauza unor probleme tehnice. Mai multe informații se găsesc la Phabricator și la wiki-ul MediaWiki. |

Date: Recensăminte sau birourile de statistică - grafică realizată de Wikipedia

## Personalități născute aici
- Andrea Vendrame (n. 1994), ciclist.